# António Lungieki Pedro Bengui
António Lungieki Pedro Bengui (Damba, 12 de dezembro de 1973) é um prelado angolano da Igreja Católica, atual bispo auxiliar de Luanda.

## Biografia
Nascido em 12 de dezembro de 1973 em Damba, na província do Uíge, recebeu formação preparatória, filosófica e teológica no Seminário Arquidiocesano Sagrado Coração de Jesus, em Luanda, de 1990 a 2000. Foi ordenado padre em 28 de outubro de 2001 e incardinado na Arquidiocese de Luanda.
Após a ordenação ocupou os seguintes cargos: pároco da Sé Catedral de Luanda (2002-2004); licenciatura e doutorado em Direito Civil e Canônico, na Pontifícia Universidade Lateranense de Roma (2004-2009); chanceler da Cúria (2009-2019), professor de Direito Canônico no Seminário Maior de Luanda e de Filosofia do Direito e Ética Jurídica na Universidade Católica de Angola (UCAN); vigário paroquial de São Marcos, no Morro Bento (2010-2018); jurisconsulto para os Institutos de vida consagrada e as sociedades de vida apostólica e para as questões jurídico-sociais (desde 2010); vigário judiciário e moderador da Cúria de Luanda (desde 2013); vigário de Freguesia de Santa Cruz na Madeira(2013-2017); Representante da Conferência Episcopal de Angola e São Tomé nas sessões públicas do Parlamento Angolano (desde 2014); vigário-geral; membro do Centro de Fé e Cultura e do Comitê de Ética em Pesquisa em Seres Humanos da UCAN; membro da Associação Portuguesa dos Advogados Canônicos (APC); membro do Grupo de Canonistas Angolanos (de 2019 a 2021).
Em 28 de outubro de 2021, foi nomeado pelo Papa Francisco como bispo-auxiliar eleito de Luanda, recebendo a sé titular de Elephantaria in Proconsulari. Foi consagrado em 23 de janeiro de 2022, na Igreja de São Paulo de Luanda, por Dom 
Filomeno do Nascimento Vieira Dias, arcebispo de Luanda, coadjuvado por Dom Giovanni Gaspari, núncio apostólico em Angola e por Dom Vicente Carlos Kiaziku, O.F.M. Cap., bispo de Mabanza Congo.
Em 13 de julho de 2022, após a renúncia de Manuel António Mendes dos Santos como bispo de São Tomé e Príncipe, foi nomeado como administrador apostólico da diocese, fazendo sua entrada em 5 de agosto. Com a nomeação de João de Ceita Nazaré como bispo, cessou sua administração apostólica.